# St. Bernhard (Frankfurt am Main)
| Kirche St. Bernhard Frankfurt am Main-Nordend            | Kirche St. Bernhard Frankfurt am Main-Nordend |
| -------------------------------------------------------- | --------------------------------------------- |
| Nordfassade der Kirche St. Bernhard in Frankfurt-Nordend |                                               |
| Länge                                                    | 50 Meter                                      |
| Breite                                                   | 25 Meter                                      |
| Höhe Turm                                                | 50 Meter                                      |
| Höhe Kuppel                                              | 25 Meter                                      |
| Durchmesser Kuppel                                       | 15 Meter                                      |
| Anzahl Glocken                                           | 4                                             |

Die Kirche St. Bernhard, auch St. Bernardus, ist eine römisch-katholische Kirche in Frankfurt-Nordend an der Koselstraße. Die Gemeinde St. Bernhard gehört zum Bistum Limburg und ist seit 2014 ein Kirchort der Dompfarrei St. Bartholomäus.

## Gemeinde-Gründung und Kirchbau

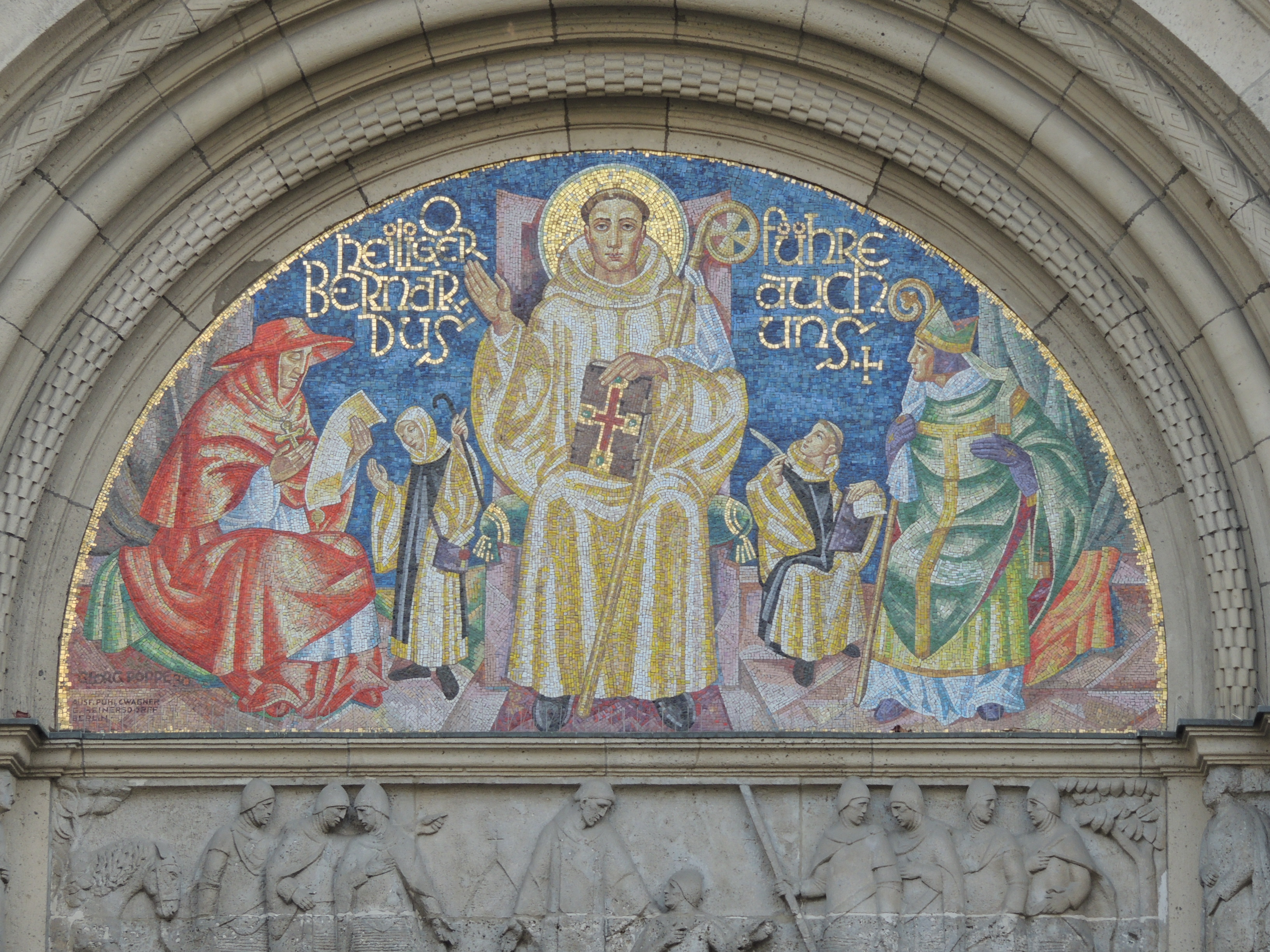
Mosaik des Bernhard von Clairvaux über dem Haupteingang

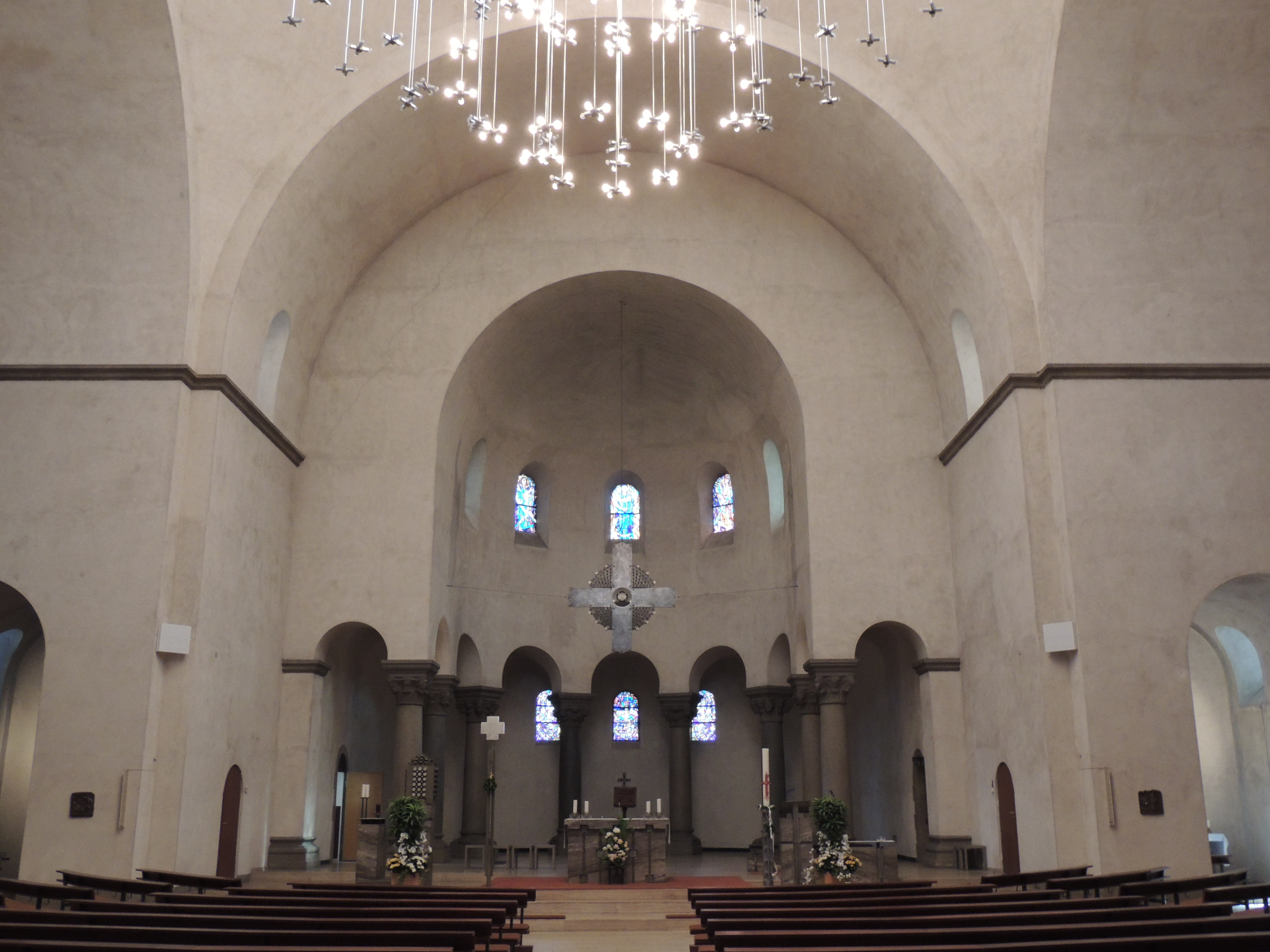
Innenraum der Kirche

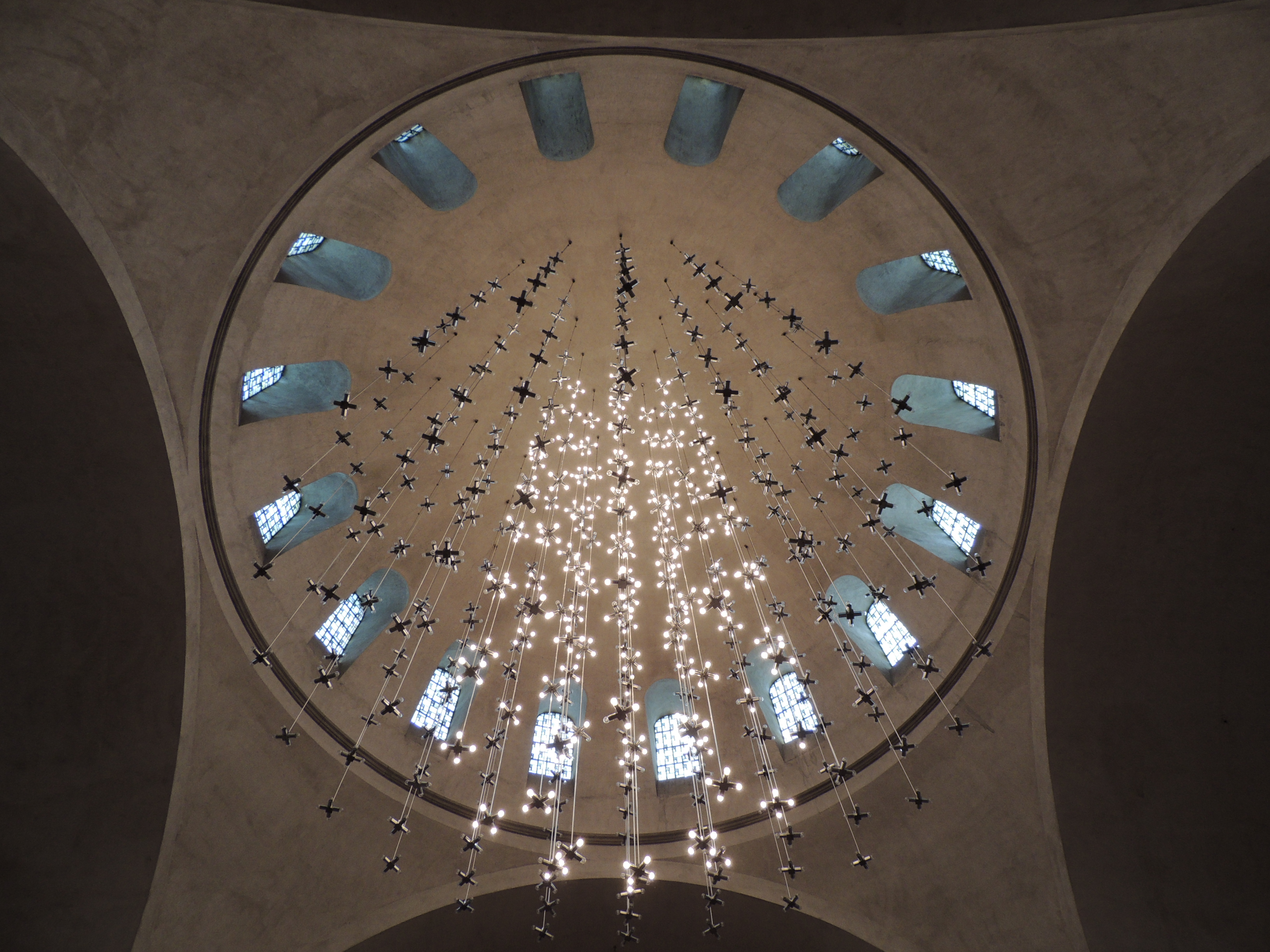
„Lichtwolke“ unter der Kuppel

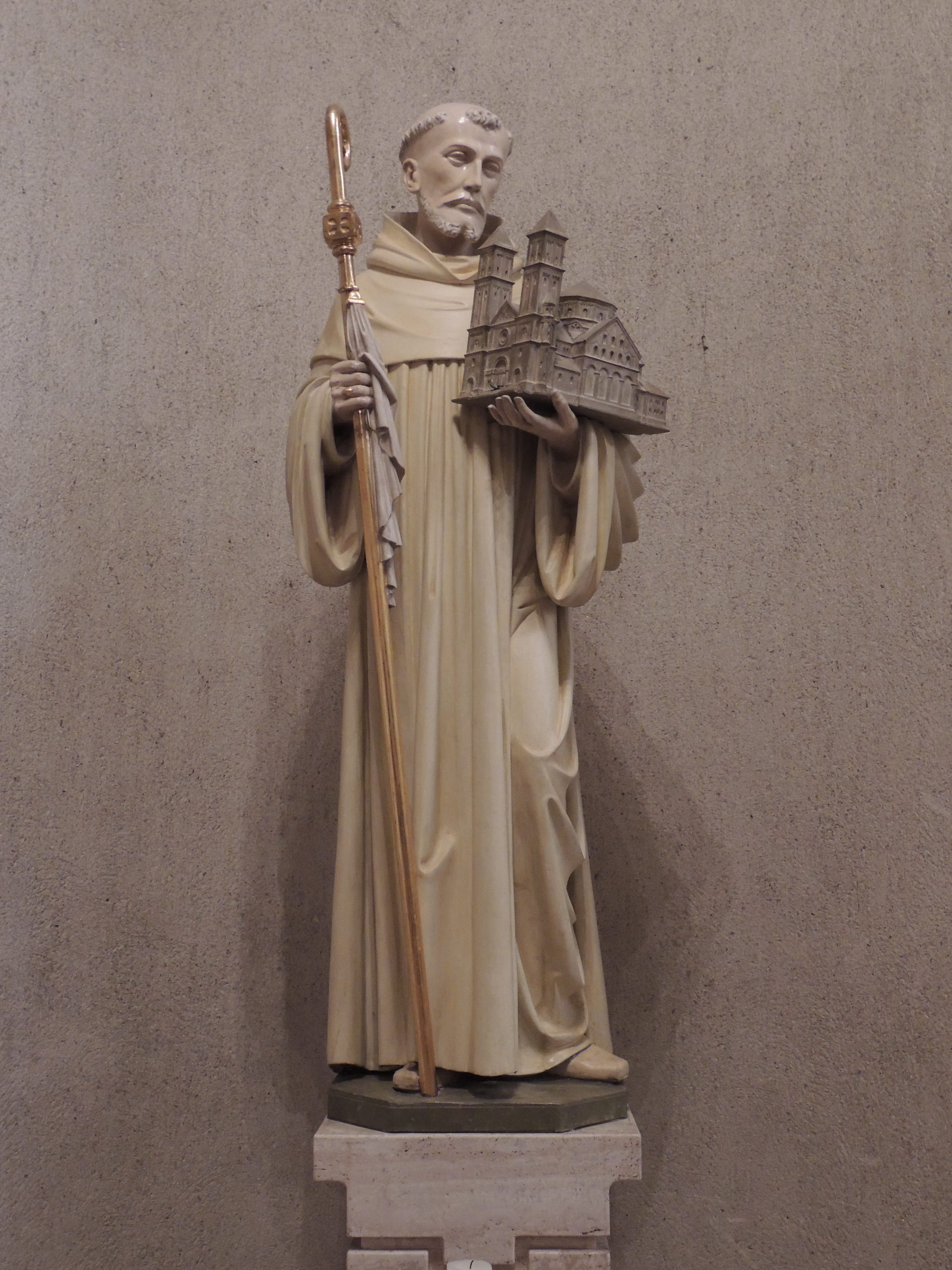
Statue des Bernhard von Clairvaux mit einem Modell der Kirche

Am 1. März 1860 wurde von den Dernbacher Schwestern im Haus Mittelweg 30 eine Hauskrankenpflegestation gegründet. Mit deren Hauskapelle entstand die erste Möglichkeit für katholische Gottesdienste im Frankfurter Nordend außerhalb der Frankfurter Innenstadt.
Am 29. Juli 1892 wurde von dem Orden auf dem Grundstück Koselstraße 15 ein kleines Krankenhaus mit einer größeren Hauskapelle eingeweiht. Ende des 19. Jahrhunderts stieg durch die bauliche Entwicklung und die Zunahme der Einwohnerzahl die Zahl der Katholiken im Nordend auf ca. 12.000 an. Eine selbständige Pfarrgemeinde mit eigener Kirche wurde notwendig. Von dem damaligen Stadtpfarrer Ernst Franz August Münzenberger wurde dazu 1888 das Grundstück Koselstraße 11–13 erworben. Der Kirchenvorstand der Dompfarrei bat das Bischöfliche Ordinariat des Bistums Limburg am 18. Dezember 1900 um die Erlaubnis zur Errichtung einer Notkirche. Vom Bistum wurde am 4. Januar 1900 der Kirchenvorstand mit der Errichtung einer vollwertigen Kirche beauftragt. Zunächst wurde jedoch die Kirche St. Antonius im Westend gebaut.
Am 6. September 1902 wurde ein Architektenwettbewerb für die neue Kirche mit 800 Sitzplätzen im Nordend ausgeschrieben. Die Jury fällte 1903 ihre Entscheidung. Der Bauauftrag wurde 1905 jedoch nicht an den Verfasser des erstplatzierten neugotischen Entwurfs, Ludwig Becker in Mainz, vergeben, sondern an den Frankfurter Architekten Hans Rummel mit seinem neuromanischen Entwurf. Der Baustil und die enthaltene Kuppel, die zwei Türme, die enthaltenen Gemeinderäume und der Platz vor der Kirche an der Koselstraße waren der Grund für die Wahl des Entwurfs. Am 19. Juni 1905 stimmte der Limburger Bischof und Zisterzienser Dominikus Willi dem Vorschlag des Kirchenvorstands der Dompfarrei zu, die Kirche unter das Patrozinium des Gründers des Zisterzienser-Ordens Bernhard von Clairvaux zu stellen. Der erste Spatenstich folgte am 24. Juni 1905. Am 25. März 1906 fand die Grundsteinlegung durch den Stadtpfarrer Joseph Hilfrich statt. Am 18. August 1907 wurde die Kirche durch Bischof Willi geweiht.

## Bauwerk und Entwicklung der Ausstattung
Das Kirchenschiff ist in Nord-Süd-Richtung ausgerichtet, der Altarraum befindet sich an der Südseite, die beiden Türme an der Nordseite. Der Grundriss hat die Form eines dem Zentralbau angenäherten Kreuzes. Die Säulen der Orgelempore und im Chor sind monolithisch aus verschiedenfarbigem Fichtelgebirgs-Granit hergestellt. Ihre Kapitelle aus Muschelkalk zeigen die Köpfe von David und Salomon, der Propheten und jubilierende Engel.
Der erste Pfarrer der Gemeinde, Joseph Quirmbach, trieb die künstlerische Ausgestaltung der Kirche voran. Im Chor wurde ein überwiegend gotischer Hochaltar aus der Sammlung des Stadtpfarrers Münzenberger aufgestellt, der also vom Baustil der Kirche abwich. Im Chor und in den Seitenwänden wurden von dem Freiburger Kunstmaler August Göbel entworfene farbige Bleiglasfenster eingesetzt.
1911 und 1912 wurde der Innenraum nach byzantinischem Vorbild von dem Düsseldorfer Maler Heinrich Nüttgens unter dem Rahmenthema „Das Mysterium der Erlösung“ ausgemalt. Davon sind heute nur noch die unter Denkmalschutz stehenden acht Wandbilder an den Seitenwänden erhalten. 1912 wurde in der Mitte der Kuppel ein großer Kronleuchter aufgehängt.
1930 wurde bei der ersten Außenrenovierung über dem Hauptportal das Bernardus-Mosaik nach den Entwürfen des Frankfurter Malers Georg Poppe angebracht. Der darunter liegende Fries des Bildhauers Hans Belz zeigt Szenen aus dem Leben des Heiligen.
Im Zweiten Weltkrieg wurden bei den Luftangriffen auf Frankfurt am Main am 4. Oktober 1943, 29. Januar 1944, 22. März 1944 und am 25. September 1944 die Kirchtürme, die Kuppel, die Apsis und die Seitendächer durch Fliegerbomben stark beschädigt. Alle Fenster und Türen wurden zerstört. Das Kircheninnere wurde durch Feuer, Löschwasser und Wetter geschädigt. Am 25. März 1945 wurde die rechte Außenwand durch eine Granate der US-Armee schwer beschädigt.
Nach dem Krieg wurde zunächst die Kirche u. a. durch Notverglasung und Notdächer wieder wetterfest gemacht. Am 31. August 1947 konnten die drei größten Glocken wieder aufgehängt werden. Die kleine Angelus-Glocke blieb dagegen verschollen. 1948 wurde das Kirchendach teilweise neu mit Schiefer gedeckt und 1950 die erste Lautsprecheranlage eingebaut. 1953 wurde eine Innenrenovierung unter der Leitung des Kirchenmalers Paul Meyer-Speer und des Architekten Robert Servatius durchgeführt. Die stark beschädigte alte Innenausmalung ging dabei bis auf acht Wandbilder verloren. Im Chor und in den Seitenwänden des Kirchenschiffs wurden neue Kirchenfenster des Künstlers Ludwig Becker eingesetzt.
1954 wurde eine gotische Marienstatue von ca. 1480 angeschafft, die heute in der linken Seitenkapelle steht. 1955 wurde an der Mittelsäule des Innenportals eine Statue des hl. Antonius von Padua von Anneliese Degen aus Höhr-Grenzhausen und 1956 ein Kruzifix in der rechten Seitenkapelle angebracht. Außerdem befindet sich in der Kirche eine Statue des Bernhard von Clairvaux, der auf der linken Hand ein Modell der Kirche trägt.
1958 erfolgte eine Außenrenovierung, bei der auch die Dächer neu gedeckt wurden. Wegen der mit geringen finanziellen Mitteln durchgeführten und deshalb sehr schlichten Renovierung der Nachkriegszeit, aber auch wegen der Liturgiereform des Zweiten Vatikanischen Konzils überlegte die Gemeinde von 1966 bis 1968 eine Neugestaltung des Innenraums der Kirche, die schließlich von den Frankfurter Architekten Walter und Wolfram Nicol geplant und 1969 ausgeführt wurde. Der Verputz der Wände wurde großflächig erneuert, eine neue Heizungsanlage eingebaut und der Fußboden mit hellem Travertin belegt. Der gotische Hochaltar wurde abgebaut und in St. Antonius im Westend wieder aufgestellt. Unter dem vorderen Chorbogen wurde ein neuer Altartisch aus Carrara-Travertin aufgestellt und am 1970 durch den Limburger Bischof Wilhelm Kempf konsekriert.
Links vom Altar wurden der Ambo und das Sakramentshaus aufgestellt. Die neuen Kirchenbänke wurden halbkreisförmig um den Altar herum angeordnet. Der Kronleuchter wurde durch eine „Lichtwolke“ ersetzt. Diese besteht aus 1.596 Glühbirnen an 80 Pendeln. 1976 wurde in der Apsis des Chors ein großes Kreuz aufgehängt. Die neue Ausstattung des Altarraums und das Kreuz wurde von dem Kölner Bildhauer Hein Gernot entworfen. Das Kreuz zeigt in der Mitte Jesus Christus als „Sonne der Gerechtigkeit“ umgeben von den zwölf Aposteln. 1981 wurde ein von W. Mellmann in München entworfener Kreuzweg aus Bronze aufgehängt. 1991 folgte ein Osterleuchter von Hein Gernot. Zwischen 1996 und 1999 wurden die Außenwände und die Dächer saniert. Sandsteinteile und der Außenputz wurden erneuert, außerdem große Teile der Dachflächen mit Schiefer neu gedeckt.

### Orgel
1928 wurde eine Orgel mit 50 Registern von der Werkstatt Johannes Klais Orgelbau in Bonn eingebaut. 1969 und 1993/1994 wurde diese Orgel generalüberholt und 2021 der Spieltisch umgebaut.

### Glocken
Die vier für den Westturm vorgesehenen Glocken wurden am 29. Juni 1907 in der von Andreas Hamm gegründeten Glockengießerei in Frankenthal gegossen. Bis auf die kleinste existieren diese Glocken noch heute. Das Gesamtgewicht aller vier Glocken betrug 6.950 kg. 1964 wurde die im Zweiten Weltkrieg verloren gegangene ursprüngliche Angelus-Glocke durch eine neue Glocke von Friedrich Wilhelm Schilling in Heidelberg ersetzt.
| Nr.   | Name         | Gussjahr | Gießer, Gussort             | Durchmesser | Masse (ca.) | Schlagton  | Inschrift                                                        |
| ----- | ------------ | -------- | --------------------------- | ----------- | ----------- | ---------- | ---------------------------------------------------------------- |
| 1     | Hl. Bernhard | 1907     | Karl Hamm, Frankenthal      | 1.740 mm    | 2.857 kg    | b0 +8/16   | Lingua sum Sancti Bernardi (Ich bin die Stimme des hl. Bernhard) |
| 2     | Maria        | 1907     | Karl Hamm, Frankenthal      | 1.482 mm    | 1.827 kg    | des′ +5/16 | Voca Mariam (Rufe Maria an)                                      |
| 3     | Hl. Josef    | 1907     | Karl Hamm, Frankenthal      | 1.300 mm    | 1.230 kg    | es′        | Ite ad Joseph (Geht zu Josef)                                    |
| 4 alt | Angelus      | 1907     | Karl Hamm, Frankenthal      | 1.170 mm    | 900 kg      | f′         | Angelum nuntio (Ich verkünde den Engel des Herrn)                |
| 4     | Angelus      | 1964     | F. W. Schilling, Heidelberg | 1.109 mm    | 820 kg      | f′ +13/16  | Angelum nuntio (Ich verkünde den Engel des Herrn)                |

## Gemeindeleben
Im Zuge der Neuordnung der katholischen Pfarreien der Innenstadt wurden zum 1. Januar 2014 die Pfarreien Allerheiligen, St. Bernhard, Deutschorden, Liebfrauen sowie St. Ignatius und St. Antonius mit der Pfarrei Dom/St. Leonhard zu der Pfarrei neuen Typs mit dem Namen Dompfarrei St. Bartholomäus zusammengelegt. Die bisherigen Gemeinden bleiben als Kirchorte bestehen und sollen für ein aktives und interessantes Gemeindeleben sorgen.